# Lupin III - Episodio: 0
Lupin III - Episodio: 0 (ルパン三世 EPISODE:0 ファーストコンタクト?, Rupan Sansei - Episode: 0 - Faasuto kontakuto) è il quattordicesimo special televisivo giapponese con protagonista Lupin III, il ladro creato dalla mente di Monkey Punch, diretto da Minoru Ohara, trasmesso per la prima volta in Giappone su Nippon Television il 26 luglio 2002.
È stato trasmesso in Italia il 25 dicembre 2003 alle 22:30 su Italia Teen Television. È andato in onda in chiaro su Italia 1 nel 2004. Nelle trasmissioni televisive il titolo del film d'animazione è C'era una volta... Lupin, mentre per il mercato home video ha assunto anche il titolo Lupin the 3rd - Episodio: 0 - C'era una volta Lupin.

## Trama
Daisuke Jigen viene avvicinato da una giornalista, desiderosa di intervistarlo per sapere come è avvenuto il suo primo incontro con Lupin III e il resto della banda, per scriverci un libro. La donna ha tentato di parlare con Lupin, che non ha fatto altro che farle delle avance.
Anni prima, Arsenio Lupin III si introduce nella villa di Gavez, noto capomafia newyorchese, per rubare lo Scrigno di Hermes, un tesoro che nasconde un mistero; il furto viene sventato da Jigen, guardia del corpo di Gavez.
Il giorno dopo, Lupin parla con l'amico Brad e ottiene informazioni su Jigen, poi Brad si allontana con la sua ragazza in moto, di cui non si vede il volto per via del casco. La sera stessa, Shade ed altri uomini di Gavez irrompono nel rifugio di Lupin, che deve scappare e si trova davanti Jigen; i due si sparano una sola volta, colpendo la rispettiva pallottola. Lupin va da Brad e lo trova morente, capendo che lui ha rubato il tesoro; l'oggetto è nell'appartamento della sua ragazza, ovvero Fujiko Mine; Lupin le lascia il tesoro, ma quando Gavez la fa prendere si scopre che è un falso; a questo punto, la donna per tirarsi fuori dai guai propone di far fare a Lupin il lavoro di fatica e recuperare anche la chiave.
Intanto arriva a New York l'ispettore Zenigata, sulle tracce di Fujiko; il giapponese non riscuote la simpatia dell'ispettore Crawford, scelto per occuparsi di lui, che lo scarica al vecchio detective George McFly, prossimo alla pensione.
In Giappone, il samurai Goemon Ishikawa XIII sta cercando disperatamente una spada, quando gli vien detto che potrebbe trovarsi in un certo luogo; Goemon parte immediatamente.
Lupin comincia ad organizzare il furto dopo aver tentato inutilmente di aprire lo Scrigno di Hermes con i mezzi più eterodossi, mentre Jigen resiste alle lusinghe della doppiogiochista Fujiko e anche ad una proposta di Lupin, poiché ha dato la sua parola a Gavez. Anche Goemon arriva a New York.
Come sua consuetudine, Lupin manda un avviso di furto, stupendo Zenigata ma non il navigato George, ormai avezzo a questi giochetti; l'obiettivo è un oggetto custodito nella supercassaforte di un ricchissimo banchiere paraplegico. La sera annunciata, Lupin si sostituisce a Crawford e riesce con uno stratagemma a far aprire la cassaforte facendo credere di aver già compiuto il furto, ma la presenza di Zenigata lo ostacola e l'ispettore lo identifica. Goemon è tra la folla ad assistere. Fuggito al porto, viene accerchiato da Gavez e i suoi scagnozzi, però Lupin aveva intercettato le soffiate di Fujiko a Gavez e si è preparato; fuggendo in motoscafo, viene raggiunto da Jigen, che spara perfino sui mafiosi pur di avere la sua occasione contro il ladro; i due si battono, ma il duello viene interrotto da Fujiko che ruba la chiave, e arriva Gavez. La ladra non fa molta strada perché Shade la ritrova il giorno dopo in procinto di partire.
Portati tutti nei sotterranei della villa del mafioso, vengono salvati dall'apparizione di Goemon, anche lui venuto a prendere la chiave, ovvero la famosa Zantetsuken; nel caos Goemon fugge con la spada, Fujiko se la squaglia, Jigen viene accerchiato ma Lupin lo porta via con una macchina di Gavez (la Mercedes SSK 1928 che Lupin guida nella prima serie). Gavez sbraita ordini impotente, mentre Shade lo osserva preso da un dubbio.
Mentre si recano al rifugio di Lupin, il ladro e il pistolero passano davanti alla Federal Reserve Bank, da sempre il sogno proibito di Lupin, convinto di avere una chance se Jigen lo assistesse.
Più tardi Lupin medica Jigen e racconta la storia dello Scrigno di Hermes; l'oggetto è fatto di un metallo sconosciuto la cui formula è chiusa proprio dentro al cilindro; vedendo Goemon affettare tutto con la spada, Lupin ha intuito che la lama è composta dallo stesso metallo; Jigen fa per andarsene, quando una lettera di sfida di Goemon scivola sotto la porta; il pistolero commenta che la prossima volta sistemeranno anche i loro conti. Zenigata ha rintracciato Lupin ed irrompe, finendo neutralizzato; Crawford lo fa sbattere dentro in attesa di rispedirlo in Giappone, ma più tardi George McFly lo farà uscire.
All'alba, Jigen va al Central Park e sfida Goemon che aspetta Lupin, per ripagare il debito ed essere libero di ucciderlo; i due si battono finendo in stallo; Lupin arriva a usare uno dei suoi trucchi, finendo per provocare Goemon che lo insegue per mezza New York, dalle strade urbane, alla metro, al raccordo autostradale (qui si svolge una anticipazione dello stesso scontro che i due hanno nel finale di Goemon il samurai, 1ª serie, episodio 5), pur di distruggere il segreto per costruire una spada come la sua; alla fine ritornano al Central Park, dove con l'inganno Lupin imbroglia Goemon e gli fa tagliare lo scrigno, estraendo la formula. Arrivano Gavez e i suoi, imbeccati da Fujiko che ne approfitta per prendersi il rotolo di pergamena con la formula; si fa vivo anche Zenigata con George. Lupin insegue Fujiko e stende Zenigata, trovandosi dietro Shade che ha fatto un patto con Fujiko; Lupin è stupito che Fujiko si sia accordata con l'assassino di Brad, cosa che la donna ignora, e infatti spara alla schiena al sicario; questi innesca una granata ed esplode, bruciando la formula; Goemon, che ha sistemato Gavez e i suoi con l'aiuto di Jigen, è soddisfatto e se ne va; il pistolero gli chiede perché non finisce con Lupin, e il samurai spiega che il suo destino è la via della spada: se è scritto nel destino, tutti loro si incontreranno ancora. Arriva anche la polizia, Fujiko parte e Lupin viene arrestato da Zenigata, ma gli sfugge sostituendo il suo polso con quello di Gavez; abbattuto per essersi fatto scappare Lupin, Zenigata non si abbatte e George gli propone di entrare nell'ICPO, per inseguire Lupin ovunque.
Lupin sta allontanandosi dal parco quando Jigen gli si affianca con la Mercedes; nonostante qualche screzio tra i due, ormai sono diventati amici e soci.
Finisce il flashback e si torna al presente; arrivano a contestare il racconto Goemon, Fujiko e il vero Jigen che smaschera Lupin; i 4 spariscono ed il registratore della giornalista esplode, lasciando la poveretta senza sapere se la storia raccontata fosse vera o meno; svoltando l'angolo, la ragazza vede la Federal Reserve Bank.
Nei titoli di coda, con la musica di Rupan Sansei no temu, la banda Lupin irrompe nella banca e la rapina, mentre Zenigata arriva e constata che Lupin è già arrivato; nel parapiglia, si vedono la giornalista e George McFly (ora pensionato) e Lupin e soci uscire da un edificio portando lo Scrigno di Hermes che Goemon tagliò anni prima: è la prova inconfutabile che la storia raccontata era vera!

## Personaggi
- Lupin III: il miglior ladro del mondo, molto probabilmente giapponese, ricercato dalle polizie e dalle forze dell'ordine di tutte le nazioni. Ladro gentiluomo, geniale e audace, spiritoso e agile, nonché inguaribile e romantico donnaiolo, nel racconto di Jigen ha intenzione di rubare lo Scrigno di Hermes al capo della malavita Gavez.
- Daisuke Jigen: nel presente è il migliore amico di Lupin, nonché suo fidato complice in ogni avventura, mentre in passato era un pistolero a pagamento, considerato il miglior tiratore della malavita. Sempre con un cappello all'americana e una sigaretta tra le labbra, è il miglior cecchino del mondo ed è in grado di sparare alla velocità del pensiero con il suo fedele revolver.
- Goemon Ishikawa XIII: ultimo discendente di un'antica famiglia di ladri giapponesi, è un abilissimo samurai in grado di tagliare qualsiasi cosa con la sua spada, la Zantetsu-ken. In passato, quando ancora non possedeva la sua spada invincibile, si è allenato duramente per perfezionare la sua tecnica. Il suo scontro con Lupin è ispirato a quello mostrato nella prima serie anime.
- Fujiko Mine: una ladra e truffatrice giapponese, eterna complice-rivale di Lupin, che ne è perdutamente innamorato. Molto bella, provocante, avida, astuta e spregiudicata, è la mente femminile della banda di ladri più ricercata del mondo. In passato aveva una relazione con Brad.
- Ispettore Koichi Zenigata: è l'acerrimo rivale di Lupin, un ispettore di polizia che ha consacrato la propria vita a dare la caccia e catturare il celebre ladro. In passato era un ispettore del Dipartimento di Polizia di Tokyo che indagava su Fujiko Mine; entrò nell'Interpol proprio per poter dare la caccia a Lupin senza limiti geografici.
- Brad: era un amico-rivale di Lupin e il ragazzo di Fujiko Mine, un giovane ladro di New York che è riuscito a rubare lo Scrigno di Hermes a Gavez e per questo è stato ucciso dai sicari di Gavez. Il suo portafortuna era un ciondolo a forma di moneta con una pallottola incastrata, che in passato gli salvò la vita.
- George McFly: nel passato era un anziano e tranquillo ispettore della Polizia di New York, tenuto in bassissima considerazione dal suo capo e collega di Zenigata; nel presente è in pensione e assiste alla rapina di Lupin alla Federal Reserve Bank.
- Gavez: è l'antagonista principale del film. È un potente, astuto e spietato boss della malavita di New York. È stato uno dei datori di lavoro di Jigen quando ancora faceva il pistolero a pagamento. Intende scoprire il segreto dello Scrigno di Hermes per far fortuna.
- Shade: è l'antagonista secondario del film. È uno dei pistoleri agli ordini di Gavez. Spietato, temuto, crudele e violento, è anche invidioso di Jigen per via della sua maggiore abilità con le armi. Porta sempre gli occhiali da sole.
- Ispettore capo Crawford: è l'antagonista terziario del film. Era l'altezzoso e supponente capo della Polizia di New York. Non sopporta Zenigata, considerandolo un combinaguai.
- Hans Dalaide: era un anziano miliardario di New York, ufficialmente un imprenditore nei trasporti e un collezionista d'arte. In realtà era anche impegnato in affari illegali. Possedeva, semplicemente perché è un rarissimo manufatto, la spada Zantestu-ken.
- Elenor: la giornalista desiderosa di conoscere le origini della banda di Lupin per scriverne un libro.

## Doppiaggio
| Personaggio               | Doppiatore originale | Doppiatore italiano |
| ------------------------- | -------------------- | ------------------- |
| Lupin III                 | Kan'ichi Kurita      | Roberto Del Giudice |
| Daisuke Jigen             | Kiyoshi Kobayashi    | Sandro Pellegrini   |
| Fujiko Mine               | Eiko Masuyama        | Alessandra Korompay |
| Goemon Ishikawa XIII      | Makio Inoue          | Antonio Palumbo     |
| Ispettore Koichi Zenigata | Gorō Naya            | Rodolfo Bianchi     |
| Ispettore George McFly    | Ichirō Nagai         | Ambrogio Colombo    |
| Gavez                     | Shūichirō Moriyama   | Sandro Sardone      |
| Shade                     | Shunsuke Sakuno      | Christian Iansante  |
| Ispettore capo Crawford   | Masaru Ikeda         | Oliviero Dinelli    |
| Brad                      | Jūrōta Kosugi        | Davide Marzi        |
| Hans Darahito             | Tamio Ōki            | Toni Orlandi        |
| Elenor                    | Romi Park            | Beatrice Margiotti  |

- Doppiaggio italiano
  - Casa di doppiaggio: Edit S.r.l.
  - Direttore del doppiaggio: Roberto Del Giudice
  - Assistente al doppiaggio: Giorgia Brusatori
  - Dialoghi italiani: Marina D'Aversa
  - Sonorizzazione: Studio Due Roma
  - Mixage: Bruno Frabotta

## Edizioni home video

### DVD
Nel 2005 la Yamato Video ha pubblicato lo special in DVD. È stato ristampato per le edicole con De Agostini (sia nelle varie collane di Lupin III che per quella "Japan Animation") e il 30 dicembre 2011 con La Gazzetta dello Sport.

### Blu-ray Disc
In Giappone il film è stato rimasterizzato in alta definizione e venduto in formato Blu-ray Disc all'interno della raccolta LUPIN THE BOX - TV Special BD Collection (LUPIN THE BOX ~ TV スペシャルBDコレクション~?).

## Colonna sonora
Lo colonna sonora è stata composta da Yūji Ōno. Nelle trasmissioni Mediaset la sigla iniziale del film è sostituita dalla canzone Hallo Lupin di Giorgio Vanni.
- Lupin the Third Episode:0 First Contact TV Special Original Soundtrack (VAP 23/10/02 VPCG-84770)
  1. Lupin the Third
  2. First Contact
  3. Rupan Sansei no Theme '89 (THEME FROM LUPIN III '89)
  4. Cram of Hermes
  5. Magnum Dance
  6. Brad's Death ~ Zenigata's Arrival
  7. Stolen Moments
  8. Saudades Do Rio
  9. Love Squall
  10. Magnum Dance
  11. Enemies or Friends, a mixture of 5 people
  12. Isn't It Lupintic
  13. Climax of the Tresure Battle
  14. Rupan Sansei no Theme '78 (versione 2002)
  15. That's a Duel between Decker and Zenigata Duel
  16. Going?Out On The Town
  17. Awe of Zantetsuken
  18. Memory of Smile

## Citazioni
- Le parole scritte sulla mongolfiera usata per la fuga finale (The World is Mine) sono un chiaro riferimento al film Scarface di Brian De Palma del 1983.
- L'assistente che viene assegnato a Zenigata si chiama George McFly, in riferimento all'omonimo personaggio del film Ritorno al Futuro del 1985.